# Phytomyza cortusifolii
Phytomyza cortusifolii este o specie de muște din genul Phytomyza, familia Agromyzidae, descrisă de Spencer în anul 1965.
Este endemică în Insulele Canare. Conform Catalogue of Life specia Phytomyza cortusifolii nu are subspecii cunoscute.